# Menneus nemesio
Espèce
Menneus nemesio est une espèce d'araignées aranéomorphes de la famille des Deinopidae.

## Distribution
Cette espèce est endémique de Nouvelle-Galles du Sud en Australie.

## Description
Le mâle holotype mesure 8,2 mm et la femelle paratype 10,9 mm. Les femelles mesurent de 10,5 à 11,5 mm.

## Étymologie
Cette espèce est nommée en l'honneur d'Alexander Nemesio Coddington.

## Publication originale
- Coddington, Kuntner & Opell, 2012 : Systematics of the spider family Deinopidae with a revision of the genus Menneus. Smithsonian Contributions to Zoology, no 636, p. 61 (texte intégral).